# Абхазский государственный драматический театр
Абхазский государственный драматический театр имени С. Чанба (абх. С. Ҷанба ихьӡ зху Аҧсуа ҳәынҭқарратә драматә театр) — главный драматический театр Абхазии, носящий имя Самсона Чанба и расположенный в городе Сухум.

## История
В 1912 году в Сухуми на месте театра была построена небольшая (на 30 номеров) гостиница «Гранд-отель» и театр на 670 мест, принадлежавшие сухумскому купцу 1-й гильдии Иоакиму Алоизи. При гостинице располагался ресторан, гараж с автомобилями напрокат, синематограф «Олимпия», казино и два магазина. Перед зданием гостиницы была устроена площадка для катания на роликах и небольшой парк.
В 1921 году гостиница «Гранд-отель» стала называться «Бзыбь», театр Алоизи переименовали в Государственный театр Абхазии.
В 1931 году был создан Абхазский драматический театр.
В 1942 году вследствие удара немецкой авиации оба здания полностью сгорели.
В 1952 году театр реконструировали по проекту архитектора М. А. Чхиквадзе и сильно изменили комплекс старинных зданий — театр Алоизи, гостиницу «Гранд Отель» и кинотеатр «Олимпия», построенные в стиле модерн, — объединив в большое строение в стиле сталинский ампир. Архитектура здания причудлива и красива. Зрительный зал, рассчитанный на 700 мест, радиофицирован, спектакли идут с радиопереводом на русский язык. Фасад театра украшают скульптурные портреты выдающихся деятелей грузинского театрального искусства. На пьедестале у главного входа расположен бюст основоположника абхазской драматургии, писателя и общественного деятеля Абхазии Самсона Чанба. Театральная площадь украшена фонтаном с мифическими грифонами, из пасти которых льются струи воды.
В 1967 году театру было присвоено имя Самсона Чанба. Многие годы главным режиссёром театра был Хута Джопуа, поставивший ряд спектаклей, имевших широкий общественный резонанс.
В 2010—2012 года театр был капитально реставрирован.
С 1979 года главным режиссёром и художественным руководителем театра является Заур Кове.

## Репертуар театра
- «Махаз» Ф. Искандер
- «Гуарапский писарь» М. Бгажба
- «Самоубийца» Н.Эрдман
- «Жизнь есть сон» Педро Кальдерон Де Ла Барка
- «Горе от ума» (по А. Грибоедову; в роли Чацкого — † Олег Лагвилава)
- «Эмигрант из Брисбена» Жорж Шеаде
- «Визит старой дамы» Дюрренматта
- «Берег» Бондарева
- «Юлий Цезарь» Шекспира
- «Кьоджинские перепалки» Гольдони

## Награды
- Орден «Знак Почёта» (18 декабря 1980 года) — за заслуги в развитии советского театрального искусства[3].